# Gautéguiz de Arteaga
Arteaga o Gautéguiz de Arteaga (oficialmente en euskera: Gautegiz Arteaga) es un municipio de la provincia de Vizcaya, País Vasco (España).

## Geografía
Es un municipio situado en la orilla derecha de la ría de Guernica o Urdaibai. La cabecera del municipio es el barrio de Celayeta o Celayetas (en euskera Zelaieta).

## Toponimia
Según cuenta la tradición, el nombre de esta anteiglesia deriva del de las dos casas-torre que hubo en el lugar: la más antigua, la de "Gautéguiz", de la que no quedan restos, y la de "Arteaga", surgida posteriormente y sobre cuyas ruinas se edificó la Torre de Arteaga.
"Gautéguiz" pertenece a la serie de topónimos vascos que tienen una terminación en -iz. Julio Caro Baroja defendía que la mayor parte de estos topónimos provenían de un nombre propio unido al sufijo latino -icus declinado.
Caro Baroja consideraba que los sufijos -oz, -ez e -iz en la zona vasconavarra aplicados a la toponimia indicaban que en la antigüedad el lugar había sido propiedad de la persona cuyo nombre aparecía unido al sufijo, pudiéndose remontar su origen desde la Edad Media hasta la época del Imperio romano.
En el caso de Gautéguiz, Julio Caro Baroja propuso que ese nombre podría provenir de un hipotético Gautius, un nombre latino documentado. Así, si al nombre Gautius se le añade el sufijo latino -icus, que indica lo que es perteneciente a este, se podría obtener Gauticus. Gauticus podría ser también un hijo de Gautius. Lo propio de Gauticus y de sus descendientes sería Gautici (genitivo de singular y nominativo de plural). 
De ese Gautici se habría podido derivar el topónimo "Gautéguiz": Gautici->Gauti(gi)ci->Gautegici->Gautéguiz. Por una evolución similar a la de ese sufijo latino -icus se habrían originado también los patronímicos utilizados en los idiomas latinos de la península ibérica. 
"Arteaga", por otro lado, es un fitónimo y significa 'lugar de la encina'; de la palabra vasca artea ('encina') y el sufijo locativo -aga. 
La anteiglesia se ha denominado tradicionalmente "Gautéguiz de Arteaga", aunque ha existido siempre cierta tendencia a denominarla únicamente "Arteaga". En el censo de 1842 y entre los censos entre 1877 y 1950 se llamó al municipio oficialmente Arteaga. En los censos de 1857, 1860 y entre los censos de 1960 y 1991 se denominó Gautéguiz de Arteaga.
En lengua vasca, al municipio se le denomina "Gautegiz Arteaga", aunque también se le suele llamar Arteaga a secas. Gautegiz es una adaptación de Gautéguiz a la ortografía vasca y se pronuncia casi igual.
En 1996 el ayuntamiento adoptó la denominación en lengua vasca que actualmente es oficial: "Gautegiz Arteaga", el gentilicio es "arteagarra".

## Demografía
Gautéguiz de Arteaga cuenta con una población de 878 habitantes (INE 2024).
| Gráfica de evolución demográfica de Gautéguiz de Arteaga entre 1842 y 2021 |
| |
| Población de derecho según los censos de población del INE Población de hecho según los censos de población del INEEn estos censos se denominaba Arteaga: 1842, 1877, 1887, 1897, 1900, 1910, 1920, 1930, 1940 y 1950 En estos censos se denominaba Gautéguiz de Arteaga: 1857, 1860, 1960, 1970, 1981 y 1991 |

## Patrimonio
El edificio más emblemático de este municipio es la Torre de Arteaga, una casa-torre de origen medieval, que fue reconstruida en el siglo XIX por instrucciones de la emperatriz francesa Eugenia de Montijo.
Cerca de la Torre de Arteaga, se encuentra el Urdaibai Bird Center, centro de investigación y museo ornitológico de referencia a nivel europeo.[cita requerida] Urdaibai Bird Center es un «gran museo vivo de la naturaleza», abierto al público para el disfrute del mundo de las aves y sus migraciones.
El propio equipamiento es un observatorio único de la marisma y es visitado anualmente por cientos de aficionados a las aves de todo el mundo para ver sus emblemáticas aves. En él confluyen y se coordinan los equipos de investigación y divulgación, para que de este modo, los visitantes puedan ser testigos privilegiados de los proyectos de aves en los que se está trabajando.[cita requerida]

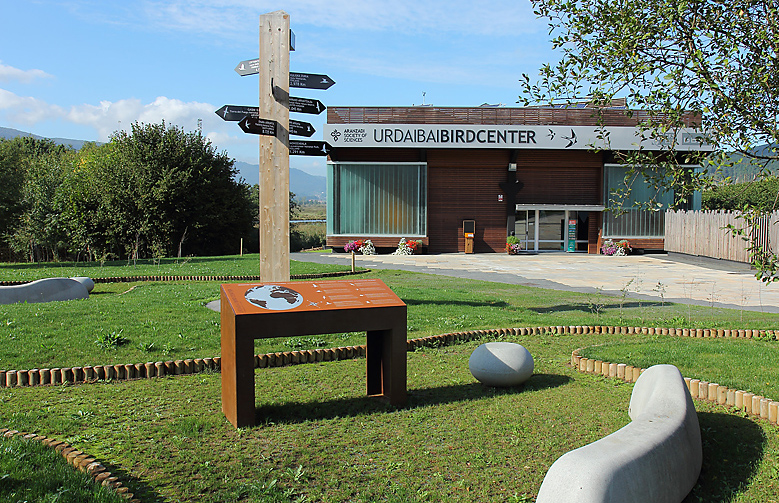
Urdaibai Bird Center
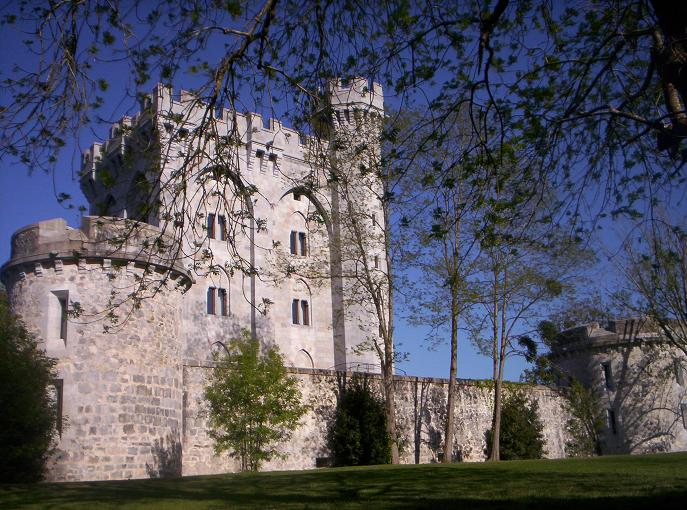
La Torre de Arteaga
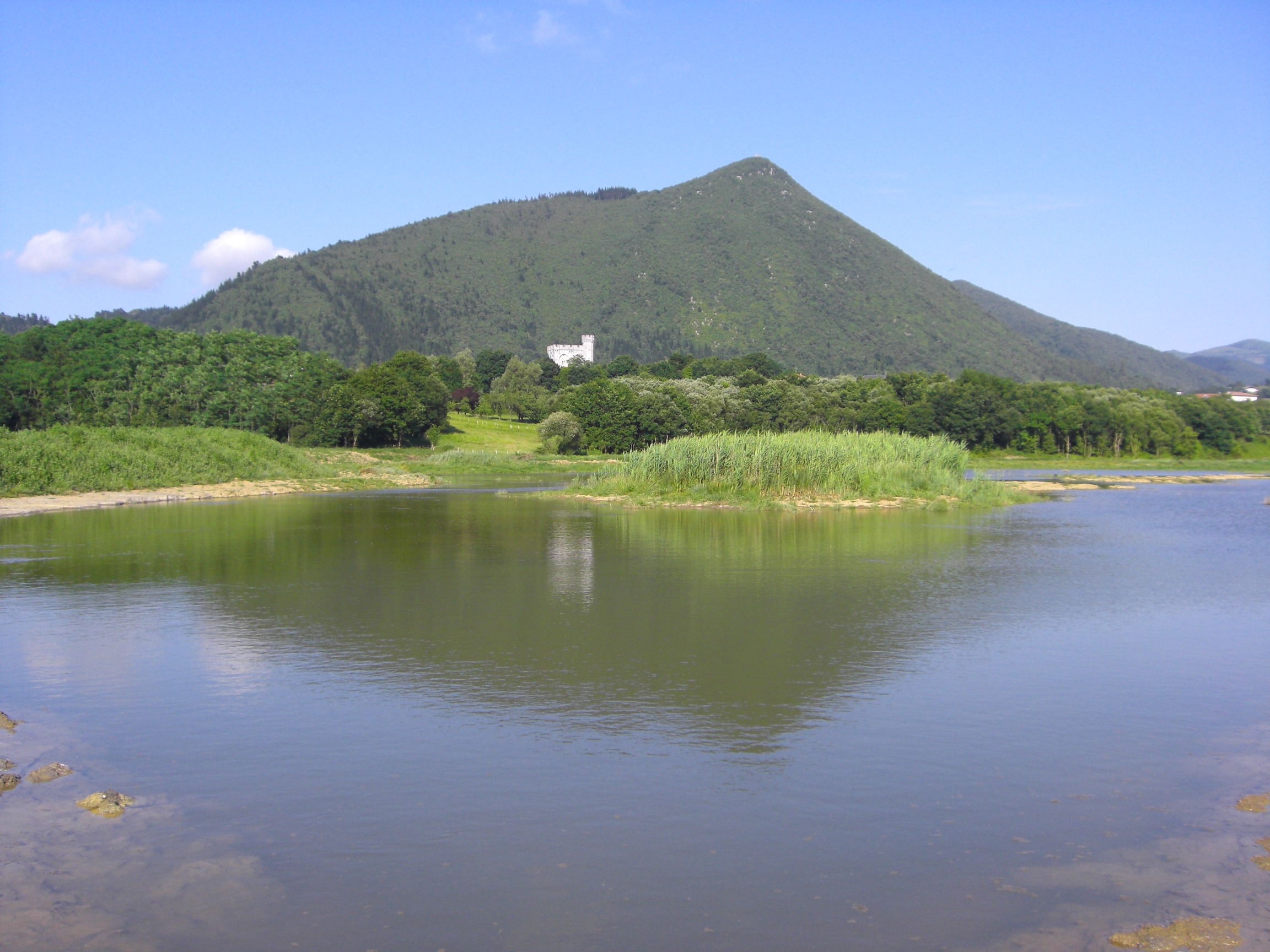
Laguna en las marismas de Gautegiz Arteaga
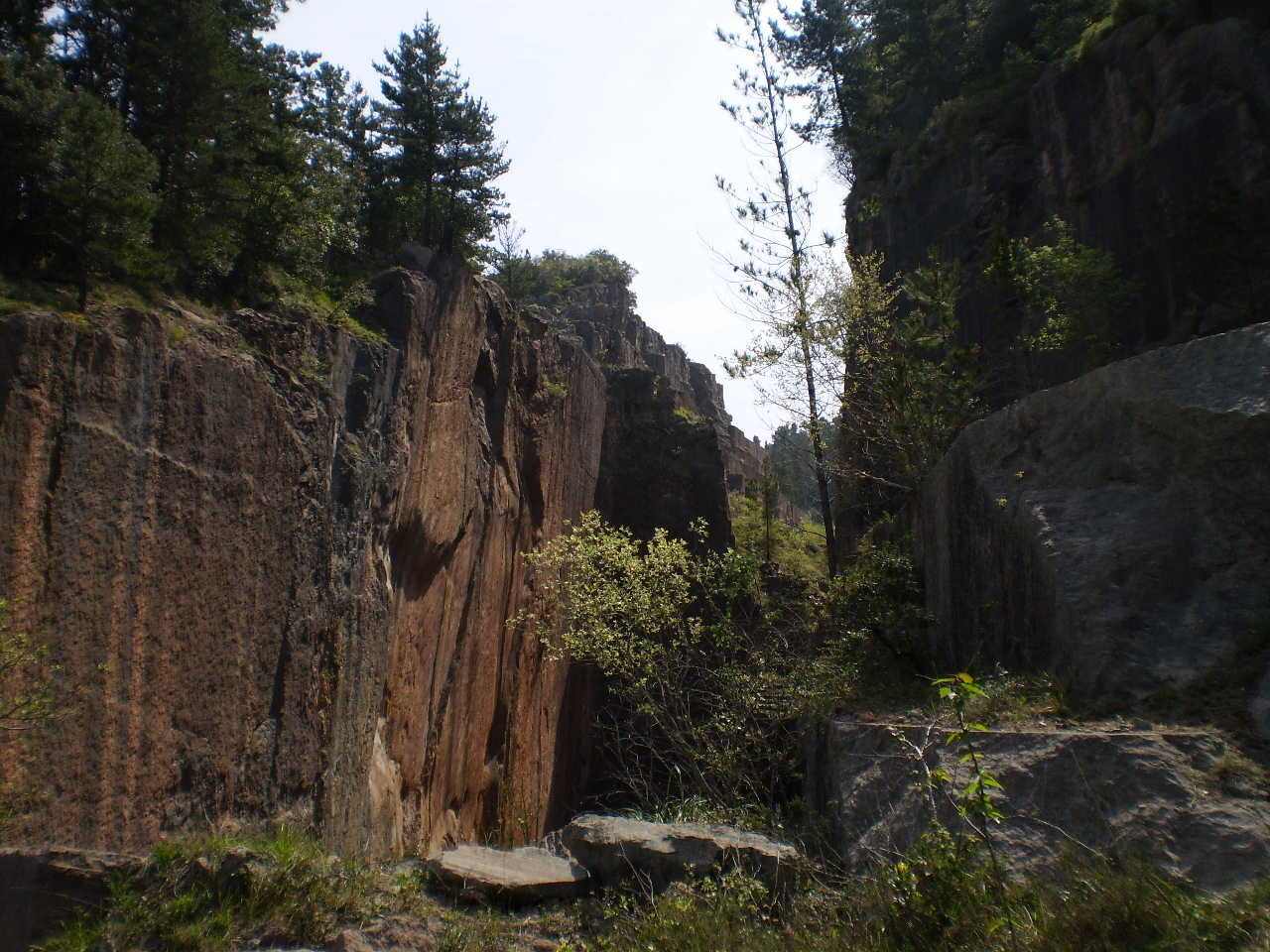
Cantera abandonada en las proximidades del límite con Ereño
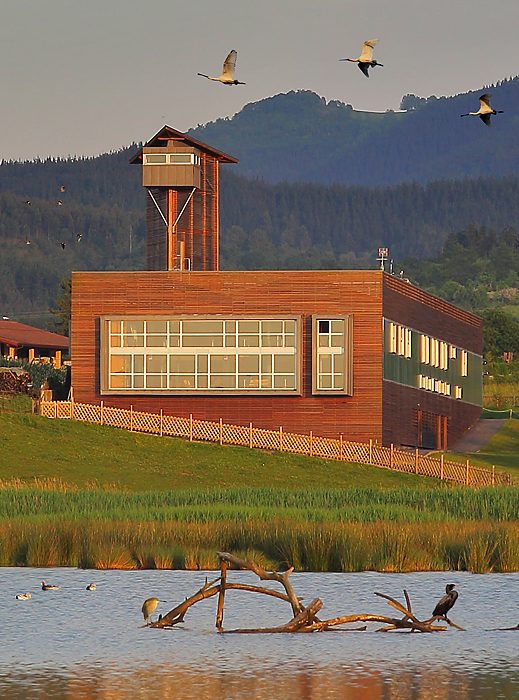
Urdaibai Bird Center desde la marisma

## Administración y política
| Partido político                                              | 2023  | 2023  | 2023       | 2019  | 2019  | 2019       | 2015  | 2015  | 2015       | 2011  | 2011  | 2011       | 2007  | 2007  | 2007       |
| Partido político                                              | %     | Votos | Concejales | %     | Votos | Concejales | %     | Votos | Concejales | %     | Votos | Concejales | %     | Votos | Concejales |
| Euzko Alderdi Jeltzalea-Partido Nacionalista Vasco (EAJ-PNV)  | 53,08 | 301   | 4          | 62,00 | 346   | 5          | 64,35 | 352   | 5          | 53,64 | 317   | 4          | 45,37 | 255   | 3          |
| Euskal Herria Bildu (EH Bildu)-Bildu                          | 41,44 | 235   | 3          | 33,87 | 189   | 2          | 31,44 | 172   | 2          | 39,76 | 235   | 3          | –     | –     | –          |
| Partido Socialista de Euskadi-Euskadiko Ezkerra (PSE-EE PSOE) | 1,41  | 8     | 0          | 1,97  | 11    | 0          | 0,55  | 3     | 0          | 2,20  | 13    | 0          | 2,85  | 16    | 0          |
| Partido Popular del País Vasco (PP)                           | 0,88  | 5     | 0          | 0,35  | 2     | 0          | –     | –     | –          | 0,17  | 1     | 0          | 1,07  | 6     | 0          |
| Eusko Abertzale Ekintza-Acción Nacionalista Vasca (EAE-ANV)   | –     | –     | –          | –     | –     | –          | –     | –     | –          | –     | –     | –          | 35,41 | 199   | 3          |
| Eusko Alkartasuna (EA)                                        | –     | –     | –          | –     | –     | –          | –     | –     | –          | –     | –     | –          | 13,52 | 76    | 1          |